# 내일의 기억 (2006년 영화)
《내일의 기억》(明日の記憶, Memories Of Tomorrow)은 일본에서 제작된 츠츠미 유키히코 감독의 2006년 멜로/로맨스, 드라마 영화이다. 와타나베 켄 등이 주연으로 출연하였다.

## 출연

### 주연
- 와타나베 켄

### 조연
- 히구치 카나코
- 후키이시 카즈에
- 사카구치 켄지
- 미즈카와 아사미
- 카가와 테루유키

## 기타
- 원작자: 오기와라 히로시

## 같이 보기
- 알츠하이머병